# Игра (игра ума)
Игра је игра ума у којој је циљ избећи размишљање о самој Игри. Размишљање о Игри је у самом себи губитак, који се мора признати вербално или на неки други начин сваки пут када неко изгуби. Немогуће је победити у већини верзија Игре.Сматра се да цео свет, или сви они који су свесни игре, играју игру све време. Развијене су тактике да се повећа број људи који су свесни Игре, а самим тиме и број губитака.

## Порекло
Порекло Игре је непознато. Најчешћа теорија је да Игра потиче од друге менталне игре, Финчли Централ .Ччланови Друштва научне фантастике Универзитета у Кембриџу (CUSFS) су 1976 измислили варијанту у којој прва особа која помисли на главну станицу губи. Игра у овом облику демонстрира ироничну обраду, у којој покушаји потискивања или избегавања одређених мисли чине те мисли чешћим или трајнијим него што би биле обично. 
Прво записано помињање игре јесте "блог пост" из 2002 године у коме аутор тврди да је "сазнао за игру на интернету пре око 6 месеци"
Игра се најчешће шири путем финтернета, као што је Фејсбук или Твитер, или усменом предајом. 

## Правила игре
Постоје три уобичајена правила игре:    
1. Сви на свету играју Игру. (Ово се алтернативно изражава као „Сви на свету који знају за Игру играју Игру“ или „Ви стално играте Игру.“) Особа не може одбити да игра Игру; није потребан пристанак играча за играње и никада се не може престати играти.
2. Кад год ико помисли на Игру, та особа губи.
3. Порази морају бити објављени. То може бити усмено, фразом попут „Управо сам изгубио утакмицу“ или на било који други начин: на пример, путем Фејсбука или других друштвених медија .

Дефиниција „размишљања о Игри“ није увек јасна. Ако неко расправља о Игри, а да није схватио да је изгубио, то може, али и не мора представљати губитак. Ако неко каже „Шта је Игра?“ пре него што разуме правила, да ли је изгубио зависи од тумачења. Према неким тумачењима, неко не губи када неко други објави свој губитак, иако друго правило подразумева да се губи без обзира на то шта га је навело да помисли на Игру. Након што играч објави губитак или након што помисли на Игру, неке варијанте дозвољавају период од три секунде до тридесет минута да се заборави на игру, током којег играч не може поново да изгуби игру. 

### Стратегије
Стратегије се фокусирају на то да други изгубе Игру. Уобичајене методе укључују изговарање речи „Игра“ наглас или писање о Игри на скривеној ноти, у графитима на јавним местима или на новчаницама.  
Могу се створити асоцијације са Игром, посебно током времена, тако да једна ствар ненамерно узрокује нечији губитак. Неки играчи уживају у смишљању сложених подвала које ће узроковати да други изгубе игру. 
Друге стратегије укључују робу: мајице, дугмад, шоље, постери и налепнице за браник су направљени да рекламирају Игру. Игра се такође шири путем друштвених медија као што су Фејсбук и Твитер . 

### Могући завршеци
Уобичајена правила не дефинишу тачку у којој се Игра завршава. Међутим, неки играчи наводе да се Игра завршава када премијер Уједињеног Краљевства на телевизији објави да је „Игра завршена“. 
Издање веб стрипа xkcd од 3. марта 2008. године проглашава свог читаоца победником игре,  и стога ослобођеним од „менталног вируса“ игре.   

## Рецепција
Игра је описана као изазовна и забавна за играње, као и бесмислена, детињаста и иритирајућа.  На неким интернет форумима, као што су Something Awful и GameSpy, и у неколико школа, Игра је забрањена.  
1. ↑  Wright, Mic (13. 4. 2015). „You Just Lost The Game”. TNW | Media (на језику: енглески). Приступљено 3. 12. 2021.
2. 1 2 3  Fussell, James (21. 7. 2009). „'The Game' is a fad that will get you every time”. The Kansas City Star. Архивирано из оригинала 24. 7. 2009. г.
3. ↑  Boyle, Andy (19. 3. 2007). „Mind game enlivens students across U.S.”. The Daily Nebraskan (на језику: енглески). Приступљено 18. 5. 2008.
4. 1 2 3  Rooseboom, Sanne (15. 12. 2008). „Nederland gaat nu ook verliezen”. De Pers. Архивирано из оригинала 15. 12. 2008. г.
5. 1 2  „Three rules of The Game”. 2008-12-03. Приступљено 2017-05-20.
6. ↑  „Don't think about the game”. Rutland Herald. 3. 10. 2007.
7. 1 2  Montgomery, Shannon (17. 1. 2008). „Teens around the world are playing 'the game'”. The Canadian Press. Архивирано из оригинала 17. 10. 2012. г.
8. 1 2  „If you read this you've lost The Game”. 3. 12. 2008. Приступљено 6. 7. 2014.
9. ↑  Munroe, Randall (3. 3. 2008). „Anti-Mindvirus”. xkcd. Приступљено 2023-03-18.
10. ↑  „It's All Going to be Okay”. 3. 3. 2008.
11. ↑  „La storia del the Game”. 23. 10. 2019.
12. ↑  „You Just Lost the Game”. 13. 4. 2015.